# کارلوس (مینه‌سوتا)
کارلوس، مینه‌سوتا (به انگلیسی: Carlos, Minnesota) یک شهر در ایالات متحده آمریکا است که در مینه‌سوتا واقع شده‌است.

## خصوصیات
کارلوس ۱٫۱۷ کیلومترمربع مساحت و ۵۰۲ نفر جمعیت دارد و ۴۱۸ متر بالاتر از سطح دریا واقع شده‌است.